# سرطان قشر الكظر
سرطان قشر الكظر هو سرطان عدواني ينشأ في القشرة (الأنسجة المنتجة للهرمونات الستيرويدية) في الغدة الكظرية.
يُلحظ سرطان قشر الكظر في العديد من المتلازمات الهرمونية التي يمكن أن تصيب المرضى الذين يعانون من أورام منتجة للهرمونات («وظيفية»)، بما في ذلك متلازمة كوشينغ ومتلازمة كون والتذكير والتأنيث. غالبًا ما يكون سرطان قشر الكظر قد غزا الأنسجة المجاورة أو انبثّ إلى الأعضاء البعيدة بحلول وقت تشخيصه، ويبلغ معدل النجاة لمدة 5 سنوات 20-35% فقط.
يعتبر سرطان قشر الكظر ورمًا نادرًا، ويبلغ معدل وقوعه 1-2 لكل مليون نسمة سنويًا. له توزع ثنائي بحسب العمر، مع تجمع الحالات بين الأطفال دون سن الخامسة وبين البالغين من 30-40 عامًا. عُزل خط الخلايا H295R المنتجة للستيرويد المستجيب للأنجيوتنسين 2 على نطاق واسع من ورم شُخص على أنه سرطان قشر الكظر.

## العلامات والأعراض
قد يظهر سرطان قشر الكظر بشكل مختلف عند الأطفال والبالغين. تكون معظم الأورام لدى الأطفال وظيفية، ويعد التذكير أكثر الأعراض شيوعًا، تليه متلازمة كوشينغ والبلوغ المبكر. بين البالغين الذين يعانون من متلازمات هرمونية، تكون متلازمة كوشينغ وحدها أكثر شيوعًا، تليها كوشينغ المختلطة والتذكير (زيادة إنتاج القشرانيات السكرية والأندروجين). يحدث التأنيث ومتلازمة كون (زيادة القشرانيات المعدنية) في أقل من 10% من الحالات. في بعض الحالات النادرة، يتم الإبلاغ عن فرط إفراز الكاتيكولامينات الشبيهة بورم القواتم في سرطانات قشر الكظر. عادةً ما تظهر الأورام غير الوظيفية (نحو 40%) مع ألم في البطن أو الخاصرة ودوالي الخصية وخثار الوريد الكلوي أو قد تكون دون أعراض وتُكتشف بشكل عرضي.
يجب فحص جميع المرضى الذين يُشتبه في إصابتهم بسرطان قشر الكظر بعناية للبحث عن علامات وأعراض المتلازمات الهرمونية. بالنسبة لمتلازمة كوشينغ (زيادة القشرانيات السكرية)، تشمل الأعراض زيادة الوزن وضمور العضلات وخطوط أرجوانية على البطن و«سنام الجاموس» الدهني في الرقبة، ووجه «يشبه البدر» وجلد هش ورقيق. يكون التذكير (الأندروجين الزائد) أكثر وضوحًا لدى النساء، وقد ينتج شعرًا زائدًا في الوجه والجسم وحب شباب وتضخم البظر وتعميق الصوت وخشونة ملامح الوجه وانقطاع الحيض. تتميز متلازمة كون (زيادة القشرانيات المعدنية) بارتفاع ضغط الدم، ما قد يؤدي إلى الصداع ونقص بوتاسيوم الدم (انخفاض البوتاسيوم في الدم، والذي يمكن أن يؤدي بدوره إلى ضعف العضلات والارتباك والخفقان) وانخفاض نشاط الرينين البلازمي وارتفاع الألدوستيرون في الدم. يُلاحظ التأنيث (زيادة هرمون الإستروجين) بشكل شائع لدى الرجال، ويشمل تضخم الثدي وانخفاض الرغبة الجنسية والعجز الجنسي.

## العلاج
العلاج الوحيد الفعال هو الاستئصال الجراحي الكامل للورم، والذي يمكن إجراؤه حتى في حالة الانبثاث في الأوعية الدموية الكبيرة، مثل الوريد الكلوي أو الوريد الأجوف السفلي. يبلغ معدل البقاء لمدة 5 سنوات بعد الجراحة الناجحة 50-60%، ولكن للأسف، العديد من المرضى غير مؤهلين للجراحة. يمكن استخدام العلاج بالأشعة والاستئصال الراديوي للتخفيف من حدة المرض لدى المرضى غير المؤهلين للجراحة. استُخدم كل من استئصال الغدة الكظرية المفتوحة وتقنيات التنظير الأقل بضعاً بنجاح. ما زالت التقنيات الجراحية طفيفة البضع مثيرة للجدل بسبب عدم وجود بيانات طويلة الأجل، مع اهتمام خاص بمعدلات تجدد الحدوث والسرطان الصفاقي.